# Blåsmygar
Blåsmygar (Maluridae) är en familj med små insektsätande tättingar endemiska för Australien, Tasmanien och Nya Guinea. Familjen omfattar de egentliga blåsmygarna, grässmygar och emusmygar.

## Taxonomi
Underfamiljer efter efter Marki et al 2017, artantal och sekvens av släkten efter AviList 2025:
- Underfamilj Amytornithinae
  - Släkte Amytornis – 14 arter grässmygar
- Underfamilj Malurinae
  - Släkte Stipiturus – 3 arter emusmygar
  - Släkte Sipodotus – fläckkronad blåsmyg
  - Släkte Clytomyias – rostblåsmyg
  - Släkte Chenorhamphus – 2 arter blåsmygar, tidigare i Malurus
  - Släkte Malurus – 12 arter blåsmygar